# M4 (ракета)
M4 — французька балістична ракета підводного запуску, у французькій термінології — Mer-Sol-Ballistique-Stratégique (MSBS; укр. «Стратегічна балістична ракета-Море-Поверхня»). Носіями ракет М4 були атомні підводні ракетоносці типу Редутабль з 16-ма ракетами на борту. Прийнята на озброєння у 1985 році, перебувала на озброєнні до 1996 року. Це перша французька ракета, здатна нести кілька ядерних боєголовок. Її бойове оснащення складається з шести боєголовок потужністю 150 кт, а дальність польоту досягає 5 000 кілометрів.
M4 була замінена між 1996 і 2005 роками ракетою M45, яка має схожі характеристики.

## Історія
Розробку нового покоління ракет M4 було вирішено розпочати у 1973 році. Проект стартував у квітні-травні 1974 року за тимчасового президента Алена Поера, між смертю Жоржа Помпіду та перемогою Валері Жискара д'Естена на президентських виборах у Франції. Керівником проекту став Жак Шевальє, інженер військово-промислового комплексу та тодішній директор військових застосувань у Комісаріаті з атомної енергії.
Ракета M4, яка має три ступені (на відміну від двоступеневих попередніх моделей), відзначається значним збільшенням дальності — з 3 000 км до 5 000 км, а також здатністю нести кілька ядерних боєголовок. Порівняно з ракетою M20, її маса та габарити значно зросли:
- M4: 35 тонн, висота 11,5 м, діаметр 1,9 м
- M20: 20 тонн, висота 10,67 м, діаметр 1,5 м

Ці параметри дозволили максимально використати простір у шахтах підводних човнів типу Le Redoutable, однак потребували значних конструктивних змін. Підводний човен L'Inflexible, який на той момент ще не був побудований, із самого початку проєктувався для розміщення ракети M4, а його введення в експлуатацію (у 1985 році) було синхронізоване із завершенням випробувань ракети.
Між 1985 та 1993 роками підводні човни Le Terrible, Le Foudroyant, L'Indomptable та Le Tonnant по черзі проходили масштабну модернізацію для встановлення ракет M4. Єдиним винятком залишився Le Redoutable, який зберігав ракети M20 до свого виведення з експлуатації у 1991 році.

## Тактико-технічні характеристики
Ця триступенева ракета, як і всі балістичні ракетні системи французьких сил стримування, була розроблена компанією Aérospatiale (з 2016 року цей напрямок став частиною Airbus Safran Launchers).
Варіанти ракети M4:
- M4-A: Оснащений шістьма боєголовками TN 70 потужністю 150 кт кожна, має дальність 4 000 км. За даними Flottes de combat 1986, боєголовки спроєктовані для ураження цілі у формі квадрата 150 км × 120 км, падаючи групою[4].
- M4-B: Покращена версія M4-A, яка надійшла на озброєння у грудні 1987 року. Оснащена шістьма боєголовками TN 71 потужністю 150 кт, а її дальність збільшена до 5 000 км.

ТТХ ракети M4 та її варіантів:
|                        | M4-A                      | M4-B                      | M45                         |
| ---------------------- | ------------------------- | ------------------------- | --------------------------- |
| Прийняття на озброєння | травень 1985              | 1987                      | березень 1997               |
| стартова маса, тонн    | 35                        | 35                        | 35                          |
| довжина, м             | 11,05                     | 11,05                     | 11,05                       |
| діаметр, м             | 1,93 м                    | 1,93 м                    | 1,93 м                      |
| дальність стрільби, км | 4000                      | 5000                      | 6000                        |
| КІВ, м                 | 500                       | 330                       | 200                         |
| боєголовка             | 6 × РГЧ ІН/TN 70 (150 кТ) | 6 × РГЧ ІН/TN 71 (150 кТ) | 6 6 × РГЧ ІН/TN 75 (100 кТ) |
| наведення              | ІНС                       | ІНС                       | ІНС                         |